# Salah Abdeslam

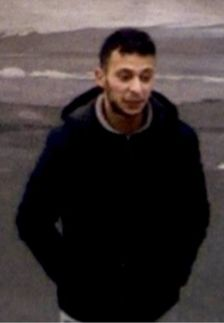
Bild einer Überwachungskamera einer französischen Tankstelle, das Salah Abdeslam wenige Stunden nach den Anschlägen von Paris zeigt

Salah Abdeslam (arabisch صلاح عبد السلام, DMG Ṣalāḥ ʿAbd as-Salām; * 15. September 1989 in Brüssel, Belgien) ist ein islamistischer französischer Terrorist marokkanischer Abstammung, der als einer der Hauptverdächtigen der Terroranschläge am 13. November 2015 in Paris gilt. Bei den koordinierten Anschlägen wurden insgesamt 130 Menschen ermordet. Zu der schwersten Anschlagsserie in der Geschichte Frankreichs bekannte sich die Terrororganisation Islamischer Staat (IS). Abdeslam war der Polizei durch Drogendelikte bekannt. Nach den Anschlägen von Paris wurde er per internationalem Haftbefehl gesucht. Am 18. März 2016 wurde er in der Brüsseler Gemeinde Molenbeek gefasst. Am 27. April 2016 wurde er von Belgien nach Frankreich ausgeliefert. Bei einer Polizeirazzia drei Tage vor seiner Festnahme war er einer von drei Terrorverdächtigen, die auf die Polizisten schossen, wofür er am 23. April 2018 in Brüssel wegen versuchten terroristischen Mordes zu 20 Jahren Zuchthaus verurteilt wurde. Der eigentliche Terrorprozess begann im September 2021 in Paris. Am 29. Juni 2022 wurde Abdeslam zu lebenslanger Freiheitsstrafe verurteilt.

## Leben
Salah Abdeslams Familie stammt aus Marokko. Sein Vater wurde 1949 in Oran im damals französischen Algerien geboren und lebte eine Zeit lang im Pariser Vorort Aubervilliers. Dadurch erhielt er die französische Staatsbürgerschaft, die auch seine Frau sowie seine fünf Kinder erwarben. Die Familie lebt seit den 1960er Jahren in Molenbeek-Saint-Jean/Sint-Jans-Molenbeek, einer Gemeinde der Region Brüssel-Hauptstadt, die als „Islamistenhochburg“ gilt. Salah hat zwei Brüder, Ibrahim und Mohamed. Abdeslam war seit seiner Kindheit mit Abdelhamid Abaaoud befreundet, dem späteren mutmaßlichen Planer der Anschläge in Paris. Seinen Arbeitsplatz als Mechaniker bei der STIB/MIVB, wo er von September 2009 bis 2011 arbeitete, verlor er wegen häufiger Abwesenheit. Gemeinsam mit Abdelhamid Abaaoud soll Salah Abdeslam 2010 und 2011 in Brüssel verschiedene Straftaten begangen haben. Beide wurden dabei mindestens einmal gefasst.
Nachdem sein älterer Bruder Ibrahim Abdeslam (* 1984) im März 2013 die Geschäftsführung einer Bar in Molenbeek übernommen hatte, beteiligte sich Salah ab Dezember 2013 als Schankerlaubnisinhaber der Bar, die hauptsächlich von Migranten aus dem Maghreb und deren Nachkommen besucht wurde. Neun Tage vor den Anschlägen schlossen die zuständigen Behörden im November 2015 das Lokal aufgrund des illegalen Konsums halluzinogener Substanzen für die Dauer von fünf Monaten. Zuvor, im August, hatte die Polizei Reste von Joints in den Aschenbechern gefunden und dazu Rauschmittel in den Taschen der Gäste. Einer darauffolgenden Ladung in der Angelegenheit leistete Salah Abdeslam als verantwortlicher Betreiber keine Folge. Stattdessen hatten die beiden Brüder es vorgezogen, die Gaststätte am 30. September unter der Hand zu verkaufen. Als Wohnsitz gaben die Brüder in dem Verkaufsdokument die Adresse ihrer Eltern am Gemeindeplatz, direkt gegenüber dem Rathaus von Molenbeek, an. Die Familie Abdeslam musste 1998 in die Wohnung am Gemeindeplatz umziehen, nachdem der damals 14-jährige Ibrahim Abdeslam in der vorherigen Wohnung Feuer gelegt hatte.
Der ältere Bruder von Salah, Mohamed Abdeslam, der mehrere Jahre im Sekretariat von Philippe Moureaux (bis 2012 Bürgermeister von Molenbeek) gearbeitet hatte, beschrieb nach den Anschlägen seine Angehörigen als „eine offenherzige Familie, die nie Probleme mit der Justiz gehabt habe“. Dem steht gegenüber, dass Ibrahim als 21-Jähriger im Jahr 2005 wegen Diebstahls verurteilt wurde. Im Jahr 2010 fiel Ibrahim wegen Urkundenfälschung und Betrug auf; von einer Bestrafung wurde aber abgesehen. Ein weiterer Vorfall trug sich im Jahr 2012 zu, als Ibrahim im Fall einer Sozialwohnung einen Beamten bedrohte. Warum Ibrahim bereits 2003 zwei Monate in Untersuchungshaft saß, wurde nicht näher erläutert.
Seinen Bruder Salah beschrieb Mohamed Abdeslam als „ganz normalen Jungen“. Schon seit 2009 war Salah an seinem damaligen Arbeitsplatz durch häufiges Fehlen unangenehm aufgefallen und verlor deshalb angeblich auch die Stelle. Ende 2010 kam er wegen eines Einbruchdiebstahls in Untersuchungshaft und wurde deswegen im Februar 2011 zu einer einjährigen Gefängnisstrafe (auf teilweiser Bewährung) verurteilt. Die Ex-Verlobte von Salah bestritt in einem Interview im Februar 2016 allerdings, dass Salah wegen seines häufigen Fehlens entlassen worden sei. Der eigentliche Grund für die Entlassung im Januar 2011 wären Straftaten gewesen. Häufige Abwesenheit war scheinbar nichts Ungewöhnliches in Salahs Leben, denn Anwohner der Bar Les Béguines in Molenbeek berichteten später, dass die Gaststätte nicht wie eine normale Eckkneipe betrieben wurde: manchmal war sie geöffnet, dann aber war sie einfach zu.
Auch Mohamed Abdeslam selbst war für die belgische Justiz kein Unbekannter. Anfang der 2000er Jahre wurden die Brüder Mohamed, Ibrahim und Salah Abdeslam vor einem Brüsseler Strafgericht wegen Drogenhandels gemeinsam angeklagt.
Am 29. Oktober 2015 meldeten belgische Behörden Salah Abdeslam und seinen Bruder Ibrahim der internationalen Polizeibehörde Interpol, dem Schengener Informationssystem und der EU-Polizeibehörde Europol als potentielle Dschihadkämpfer (Gefährder). Ibrahim Abdeslam war einer der Täter der Anschläge am 13. November 2015 in Paris; er zündete in einem Café die Sprengstoffweste an seinem Körper (Näheres hier).

## Anschläge am 13. November 2015
Salah Abdeslam soll in Belgien den schwarzen VW Polo angemietet haben, der während der Terroranschläge am 13. November 2015 in Paris vor der Konzerthalle Bataclan gesehen wurde, in der mehrere Attentäter mindestens 89 Menschen töteten. Zudem soll er die Attentäter am Stade de France mit einem Renault Clio zum Tatort gefahren haben. Salah Abdeslam wurde am 14. November 2015 mit zwei weiteren Männern von der Polizei im nordfranzösischen Cambrai im Zuge der verschärften Grenzkontrollen überprüft. Zum Zeitpunkt der Fahrzeugkontrolle war sein Name bei der Überprüfung nicht aufgefallen. Die Ermittler brachten ihn erst später mit den Attentaten in Verbindung und schrieben ihn am 15. November 2015 international zur Fahndung aus.

## Festnahme und Vernehmung
Am 15. März 2016 fanden Polizisten in der Brüsseler Gemeinde Forest/Vorst das Versteck von Salah Abdeslam. Bei der durchgeführten Razzia gab es einen Schusswechsel, bei dem drei Beamte verletzt wurden. Ein Verdächtiger, der 35-jährige Algerier Mohamed Belkaïd, starb dabei. Drei Tage später wurde Abdeslam nach 126 Tagen Flucht im Brüsseler Stadtteil Molenbeek festgenommen, nur 300 Meter von seinem Elternhaus entfernt. Er selbst wurde leicht am Bein verletzt und kam vorübergehend in eine Klinik. Die Ermittler nahmen insgesamt fünf Verdächtige fest, darunter auch eine Familie, bei der sich Salah Abdeslam versteckt hatte. Die Familie bestritt, etwas von den Anschlägen gewusst zu haben.
Bei seiner Vernehmung nannte Abdeslam als Planer der Anschläge Abdelhamid Abaaoud. Er selbst habe die Hotelzimmer und Fahrzeuge im Auftrag seines Bruders gemietet sowie die Selbstmordattentäter zum Stadion gefahren. Seinen eigenen Sprengstoffgürtel habe er weggeworfen. Die später festgenommenen Mohamed Amri und Hamza Attou hätten ihn anschließend nach Belgien gebracht. Am 20. März 2016 gaben die Ermittler bekannt, dass er offenbar weitere Anschläge geplant habe. Außerdem wurden bei ihm „schwere Waffen“ gefunden.
Kurz nach seiner Festnahme wurden am 22. März 2016 die Terroranschläge von Brüssel verübt.
Ende März 2016 wurde die Auslieferung Abdeslams nach Frankreich durch einen richterlichen Beschluss autorisiert. Abdeslam habe dies selbst verlangt und wolle mit den französischen Behörden zusammenarbeiten. Am 27. April 2016 wurde er von Belgien nach Frankreich ausgeliefert.

## Prozesse
Am 5. Februar 2018 begann in Brüssel der erste Prozess gegen Abdeslam, wo er und Sofien Ayari sich für die Schießerei am 15. März 2016 in Forest/Vorst verantworten mussten. Ihm wurden versuchter Mord und illegaler Waffenbesitz im Rahmen einer terroristischen Vereinigung vorgeworfen. Bei Prozessbeginn verweigerte er die Aussage und lehnte es ab, sich zu erheben. Am 23. April 2018 verurteilte eine Kammer des Gerichtes Erster Instanz im französischsprachigen Brüssel(Tribunal de première instance francophone de Bruxelles) Abdeslam zu 20 Jahren Zuchthaus. Dieses Strafmaß war von der Staatsanwaltschaft beantragt worden.
Im Februar 2021 berichtete das Justizministerium, dass Abdeslams Inhaftierung im Gefängnis von Fleury-Mérogis jährliche Kosten in Höhe von 433.000 Euro verursacht.
Am 8. September 2021 begann im Pariser Justizpalast der Prozess wegen der in Paris begangenen Taten. 20 Angeklagte standen vor Gericht, 1800 Nebenkläger und Nebenklägerinnen waren beteiligt. Am 29. Juni 2022 wurde Abdeslam zu lebenslanger Freiheitsstrafe verurteilt.
Am 15. September 2023 wurde er für die Beteiligung an den Terroranschlägen in Brüssel am 22. März 2016 verurteilt, aufgrund der Verurteilung von 2018 wurde keine weitere Strafe verhängt.